# Uran-9
Le Uran-9 est un véhicule terrestre sans pilote russe utilisé comme véhicule de combat d'infanterie qui a notamment été utilisé durant la guerre civile syrienne.

## Historique
Le drone présenté en 2016 est officiellement destiné à conduire des opérations de reconnaissance et antiterroriste en milieu urbain.
L'Uran 9 aurait été testé durant l'intervention militaire de la Russie en Syrie au côté des drones Uran-6 pour le déminage et Uran-14 pour la lutte contre les incendies. Ces engins n'auraient pas donné entière satisfaction au cours de leur engagement durant la guerre civile syrienne. Il présente de nombreux défauts techniques, un manque de mobilité, le canon de 30 mm est instable lors du tir et de nombreuses pannes des systèmes d'armement et vidéo. 
L'armée de terre russe a reçu janvier 2021  le premier lot de 22 véhicules de combat téléopérés Uran 9 dont les tests se sont achevés en 2020.
L'armée russe dispose également de drones terrestres légers à roues sans capacité d'emport à l'intérieur et sans canon de type Marker.

## Opérateur
- Russie

## Galerie d'images

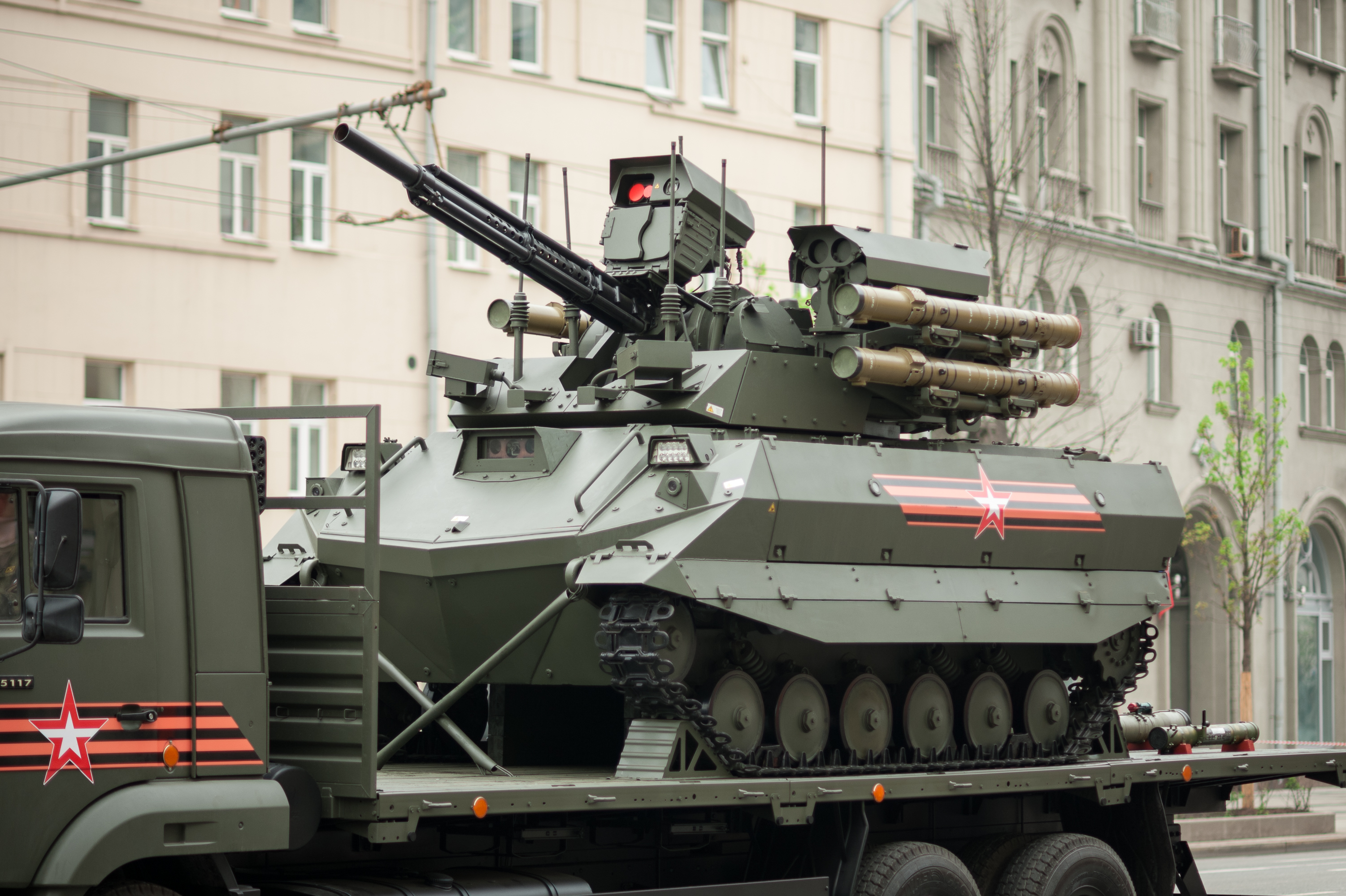
Au défilé de la Parade de la Victoire du 9 mai 2018 à Moscou. On note les 2 lance-roquettes carénés du côté gauche au-dessus des 2 missiles antichars
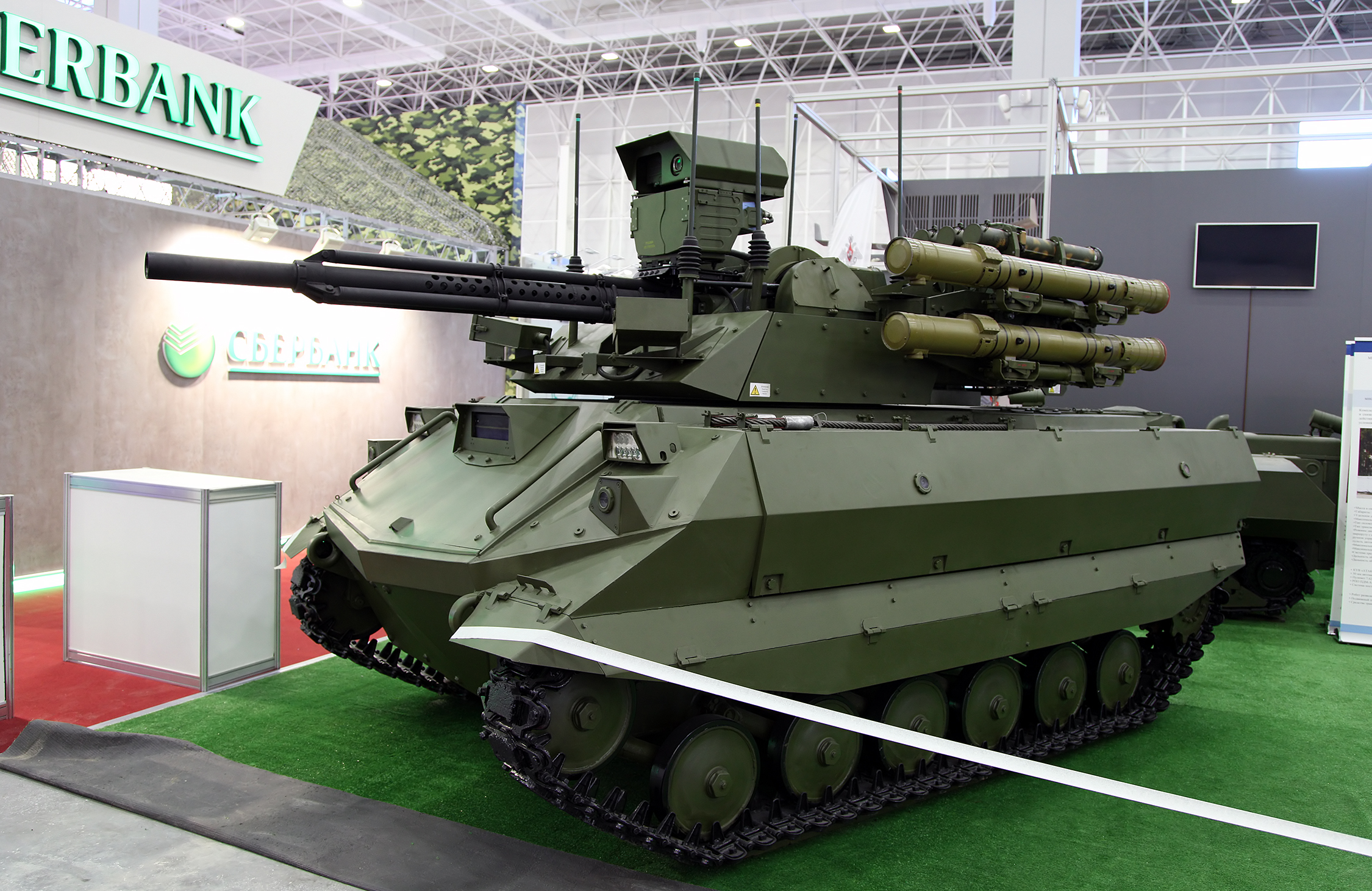
Un prototype exposé dans un salon en 2016, on note les deux lance-roquettes non carénés à gauche au-dessus des 2 missiles antichars.
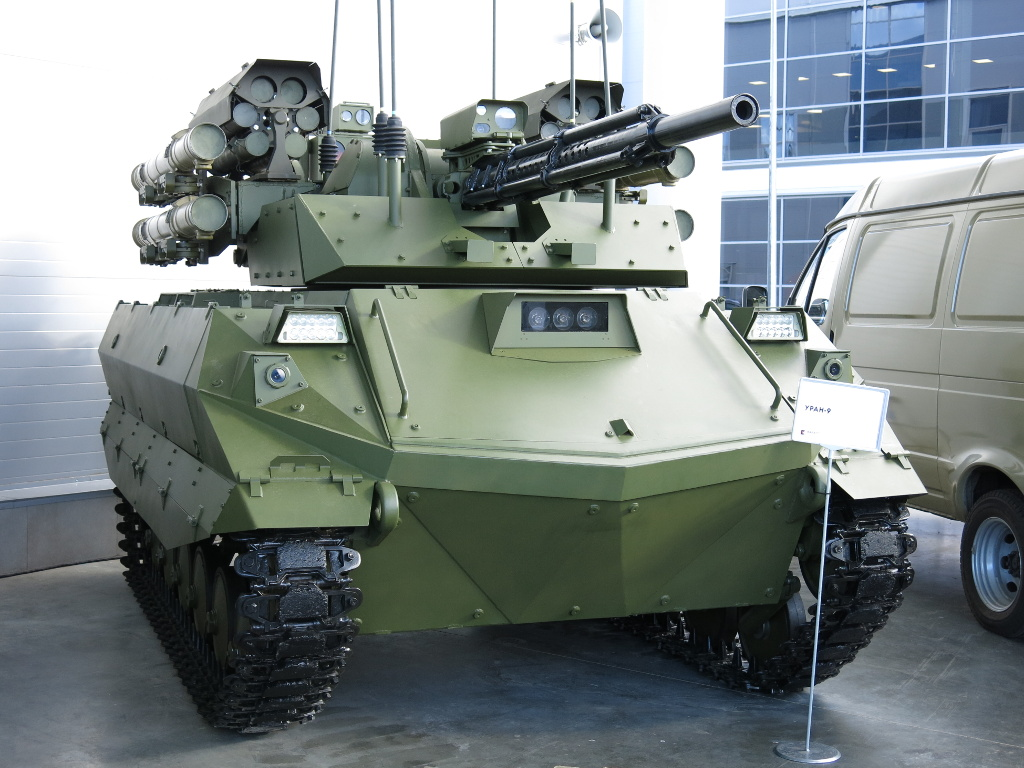
Avec double lance-roquettes de 6 coups des deux côtés, au-dessus des missiles antichar
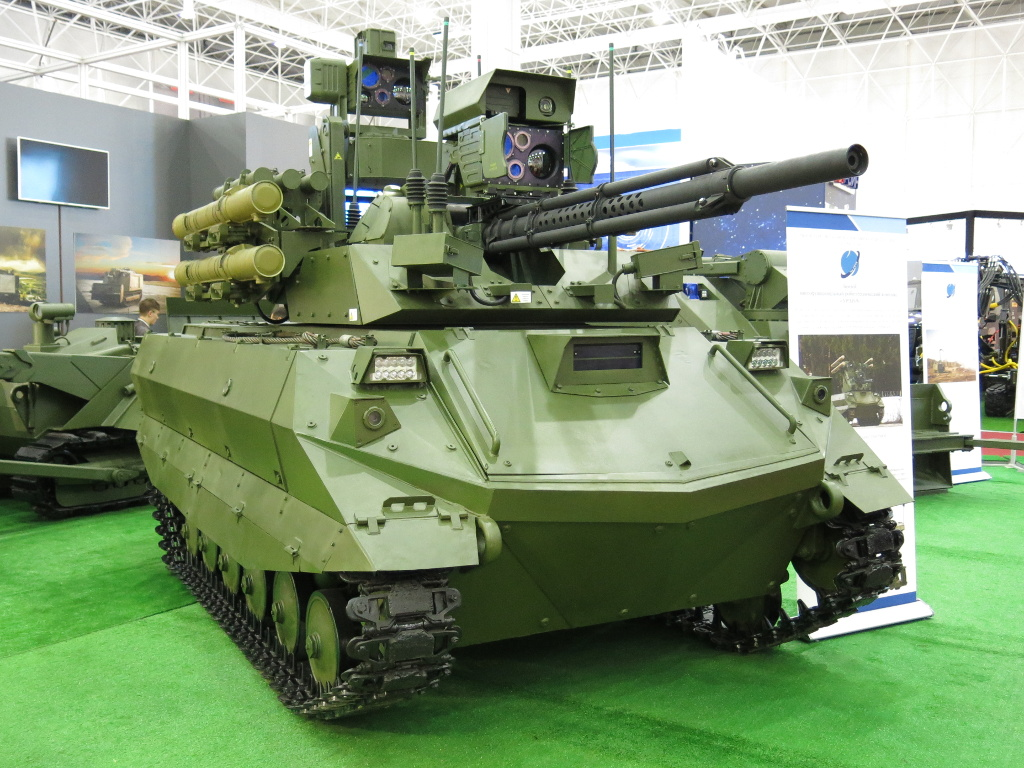
On note les nombreux viseurs et le lance-roquettes à trois coups du côté à gauche sur l'image au-dessus des missiles antichar
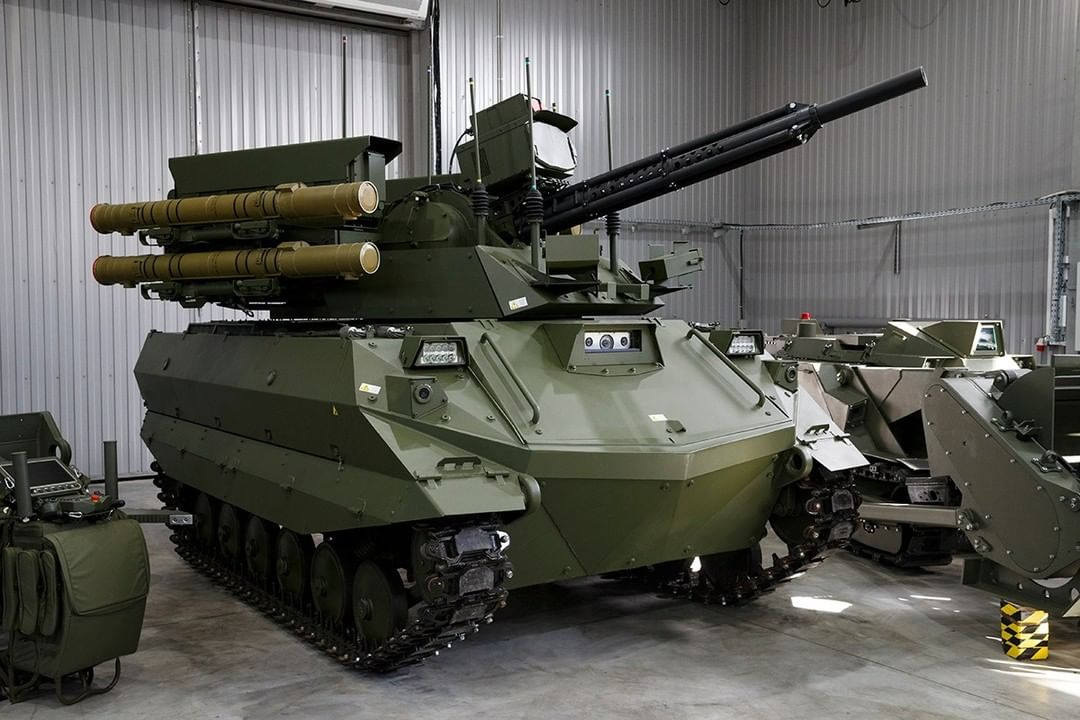
Robot de combat Uran-9
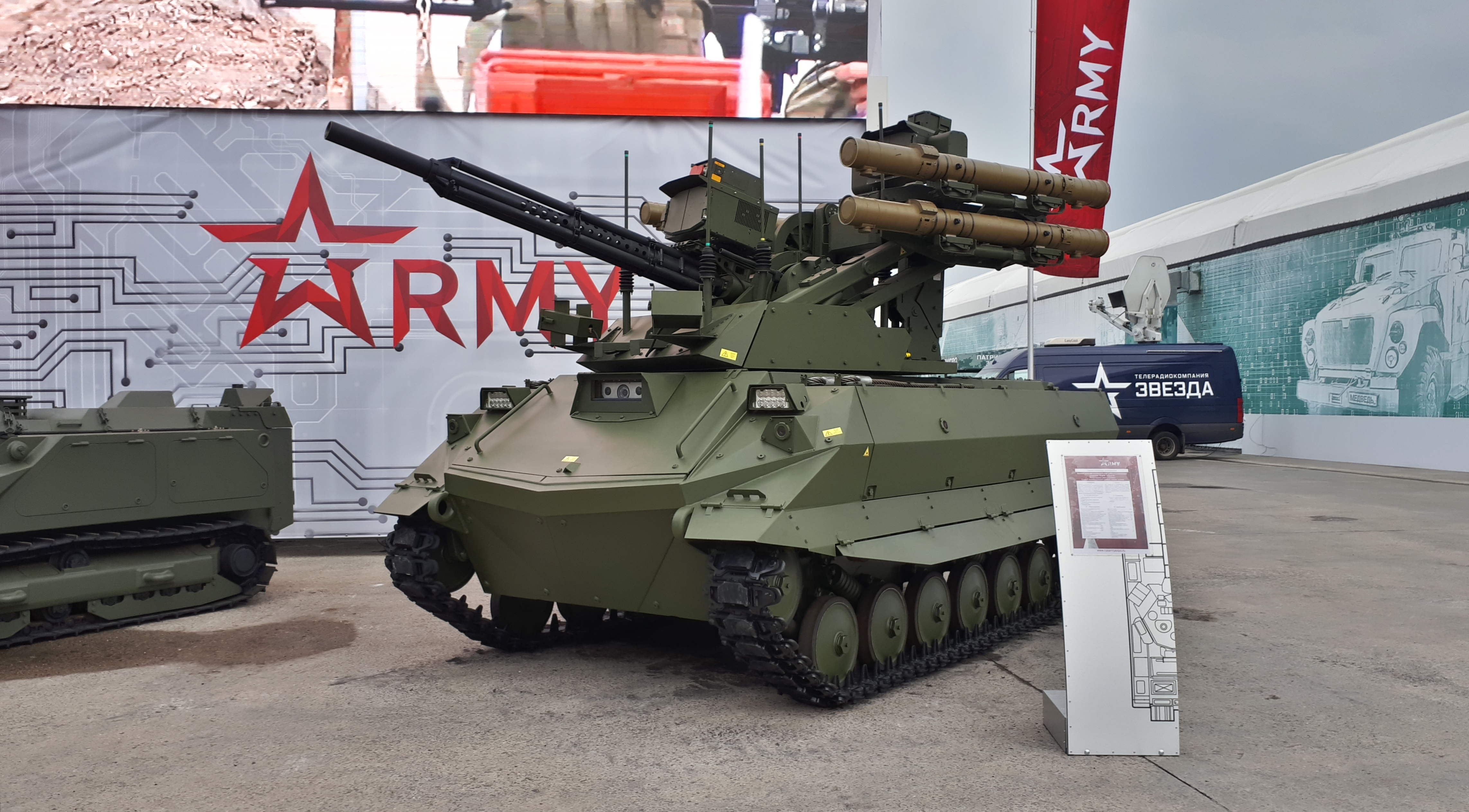
Modèle de série à l'exposition "Armée-2021 (ru)"